# Lok Janshakti Party
Lok Janshakti Party fou un partit polític de l'Índia a l'estat de Bihar dirigit per Ram Vilas Paswan. Fou fundat el 2000 com escissió del Janata Dal. Gran part dels seus seguidors són dalits. La seva bandera és horitzontal tricolor: blau, vermell i verd; al centre el símbol del partit, una casa, en blanc, delineada a la franja vermella, o bé dins d'un disc blanc que ocupa la meitat de l'alt de la bandera, delineada en blau. En 2021 el partit es va escindir en dos, el Lok Janshakti Party (Ram Vilas) i el Rashtriya Lok Janshakti Party.